# Goterón

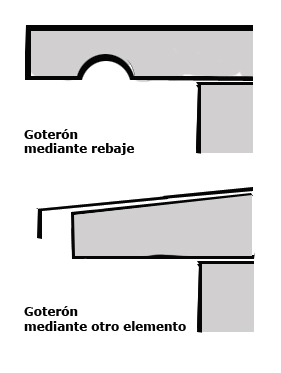
Esquemas de tipos de goterones.

Un goterón (una de las partes de un vierteaguas) es un elemento constructivo que tiene como misión impedir la escorrentía del agua de lluvia por una determinada superficie. Es un canal longitudinal realizado en la parte inferior de una cornisa, el alero de una cubierta, el vierteaguas de una ventanas o los voladizos de los edificios, para que el agua no escurra por las fachadas provocando reacciones químicas (eflorescencias) ni se humedezcan (manchas de capilaridad y problemas de condensación en el interior de los cerramientos). 
Pueden hacerse de dos maneras fundamentales: mediante rebaje en otro elemento constructivo e interponiendo un elemento intermedio, como por ejemplo una pletina metálica. De cualquiera de las dos formas el goterón provoca que el agua, que puede desplazarse verticalmente hacia abajo por gravedad y horizontalmente por tensión superficial empujada por el viento, tenga que subir; al no poder realizar este movimiento cae por la parte interior del goterón, protegiéndose así el paramento que quede detrás.